# 原子炉圧力容器

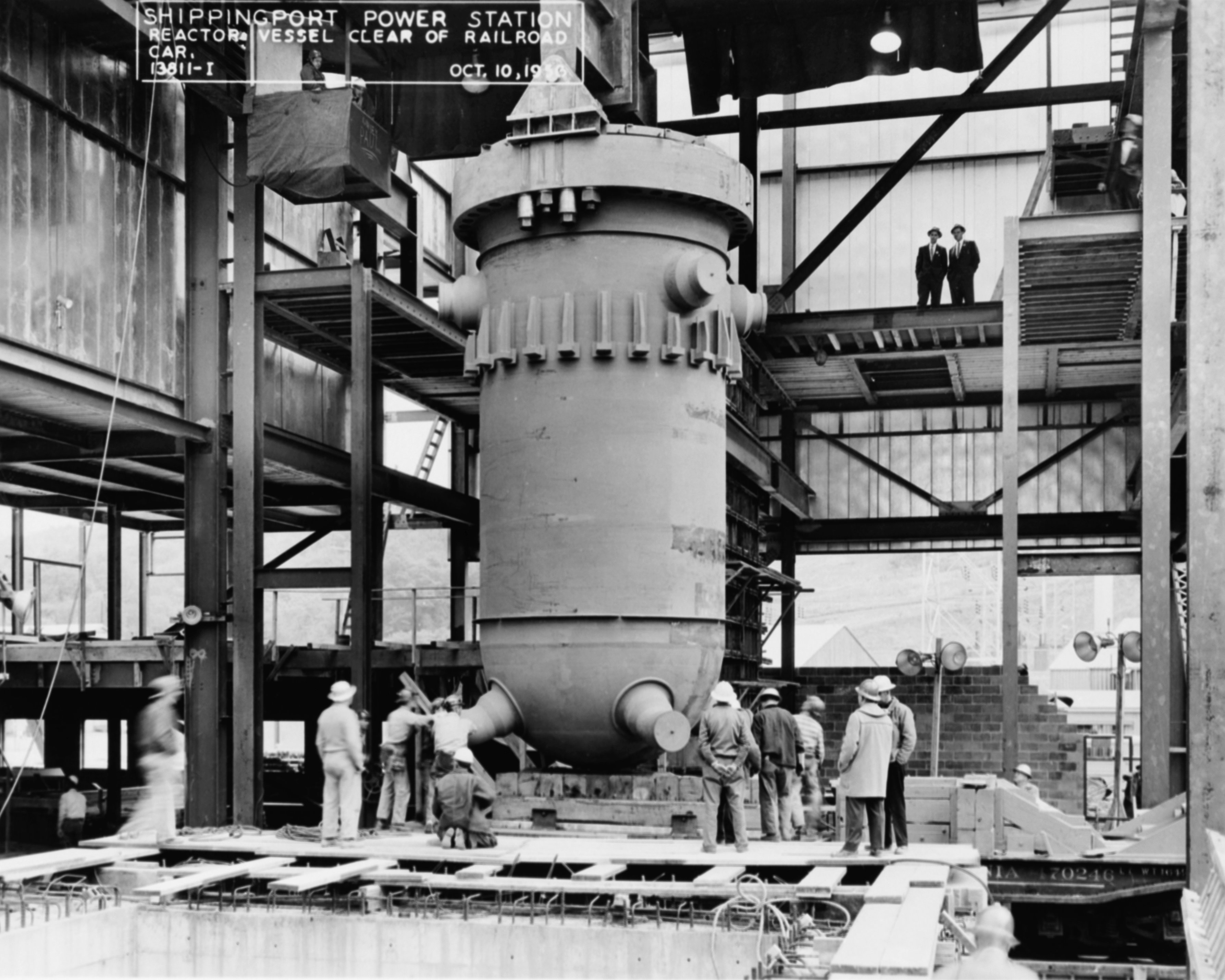
民間の運営による世界初の商用原発であるシッピングポート原子力発電所の原子炉容器

原子炉圧力容器（げんしろあつりょくようき、RPV、Reactor Pressure Vessel、以下「圧力容器」）とは、原子炉の炉心を収めた状態で内部の圧力を保持する容器である。

## 概要
原子炉圧力容器は炉心の入れ物であり、内部の高温高圧に耐えながら外部との間に冷却材を流通させる概ね円筒状をした鋼鉄の構造物である。圧力容器の役割には、原子炉の5重の壁の1つとして炉心で発生した放射性物質および放射線が炉外に漏れないように確実に外部と遮断し遮蔽することも含まれる。原子炉容器と呼ばれることもある。
「ふた」や「上蓋」、「上鏡」と呼ばれる上部の圧力容器蓋と「容器胴」や「胴部」と呼ばれる圧力容器本体とは円筒部の上端で多数のボルトによって締結されており、必要に応じて開口できる。圧力容器の蓋または底部のいずれかには制御棒駆動用の棒が貫通する複数の穴があり、側面には幾つかの「ノズル」と呼ばれる冷却材の流路が開口している。また測定器用の穴も各所に開口している。蓋の上端にも空気抜き用や冷却用の穴がある。一般的に重量は円筒部の下端付近の「支持スカート」で支えられる。圧力容器内面には多数のブラケットが取り付けられ、一般的にはステンレス鋼やニッケル系合金の内張りがなされている。圧力容器内には炉心と炉心を支えるための支持構造の他に、冷却材を循環させるための流路やその関連装置などの炉内構造物が収められている。
圧力容器を構成する主な材質は、高温高圧に耐えて耐食性に優れ、冷却材と化学反応を起こさない、中性子照射による脆性破壊の影響（下記で詳述）が少ない、又はそれが予見できることが求められ、概ね厚さ15-30cmの鋼鉄が使用される。形状は原子炉の形式の違いによって多様である。
軽水炉でも沸騰水型原子炉と加圧水型原子炉では圧力容器の設計は異なる。

## 沸騰水型原子炉
沸騰水型原子炉 (BWR) の圧力容器の耐圧設計は、およそ90気圧である。

### 圧力容器本体
沸騰水型原子炉の圧力容器は100万kW級で高さが約22m、内径が約6.4mある。胴体部は円柱状のステンレスの塊を刳り抜いて円筒形とし、数個組み合わせて溶接する。上下の半球部分はそれぞれ上鏡・下鏡と呼ばれ、下鏡は胴体部に溶接される。溶接後全体が一度に熱処理される。上鏡はヘッドとも呼ばれ、燃料装荷や定期検査での燃料交換で開放できるように円筒部にボルトで固定される。

### ノズル
圧力容器には配管との接続部分であるノズルが溶接されている。主要なノズルには給水ノズル・再循環出入口ノズル・主蒸気ノズルがある。その他に圧力容器底部ドレン配管・ホウ酸水注入と圧力容器内圧の検出を兼ねた配管、圧力や水位の計装配管などがある。また圧力容器底部には制御棒駆動機構用のスタブチューブ、中性子計装ハウジングの溶接部分がある。これらの溶接部分は建設時に圧力容器を据え付けてから行われる。

### 内部構造
沸騰水型原子炉では圧力容器内部で蒸気を発生させるため、上部には蒸気関連設備が設けられ、制御棒は圧力容器の下側から炉心に挿入される。
圧力容器内は、上部には気水分離器・蒸気乾燥器が設けられ、中央部には炉心シュラウド（炉心槽）（en:Core shroud, Core barrel）と呼ばれる円筒状の構造物が設けられていて、圧力容器の中で水の流れを分離する仕切り板の役割を果たすべく、炉心とその周囲を取り囲む2つの区画（内側の炉心及び外側の炉心シュラウド アウター プール）に分けられていて、炉心シュラウドの外側を通って圧力容器下側に達し、方向を上向きに変えて炉心シュラウド内側の炉心を流れ上がり、上部の気水分離器を経た後に、どちらのルートを辿ってもいずれは炉心シュラウドの外側に向かうというスムースな流路形成を実現している。
初期の圧力容器には欠いていたがBWR-3型の炉形式からジェットポンプ（en:Jet pump）と呼ばれるパイプ状の構造物が追加され、炉心シュラウドの外側の仕掛けも底部が完全に仕切られた構造に加えて大きく手が入れられてLOCA対策に備えられた。
炉心シュラウドは気水分離器・蒸気乾燥器の支持機構を兼ねていて、圧力容器の下部には制御棒ガイド・制御棒ハウジング・炉内中性子計装ハウジングなどが設けられている。
炉心で発生した蒸気は気水分離器、蒸気乾燥器を経由して圧力容器上部の蒸気出口から蒸気タービンに供給される。タービンを回した蒸気は復水器で冷却されて液体に戻り、給水ポンプによってシュラウド外側上方に位置する給水配管から再び原子炉へ供給される。
気水分離器で分離された液体の方はそのままシュラウド外側へ振り向けられる。
使用済み蒸気が戻された冷却材と気水分離で戻された冷却材に、炉心シュラウド アウター プール下部から導かれて再循環ポンプで加圧された再循環系 (PLR: Primary Loop Recirculation System)
の水をジェットポンプを介してフローブースターとして機能させるところがジェットポンプのジェットポンプたる所以であり、その水流はジェットポンプを駆動する側の炉循環水量の3倍とも4倍とも云われている。
底部が完全に仕切られた構造であることに加えて、ジェットポンプの水の合流点が炉心シュラウド アウター プールの比較的上部にあるため再循環系の破断事故が起こった場合にも即座に全冷却材喪失には至らないとされている。

## 改良型沸騰水型軽水炉
改良型沸騰水型軽水炉 (ABWR) ではインターナルポンプの採用により、再循環ポンプ・ジェットポンプが廃止されている。

## 加圧水型原子炉
加圧水型原子炉 (PWR) の耐圧設計はおよそ175気圧以上である。
100万kw級加圧水型原子炉の圧力容器は、高さ約13m、内径約4.4m。加圧水型原子炉では蒸気は圧力容器外の蒸気発生器で発生させるため、蒸気関連装置が圧力容器の上部に必要な沸騰水型原子炉と比べると容積は小さくなる。そのため圧力容器内には、主に炉心と炉心を囲む炉心槽、炉心バッフル、燃料集合体の支持機構だけとなる。制御棒は圧力容器の上部から炉心に挿入されるので、上蓋には制御棒ハウジングが取りつけられている。
上部側面の入口ノズルから圧力容器内部に供給された一次冷却材は、炉心バッフルの外側を通って圧力容器下側に達し、方向を上向きに変えて炉心に流れ込み、炉心の熱を受け取って圧力容器上部の出口ノズルから蒸気発生器に供給される。二次冷却水と熱交換した一次冷却水は冷却材循環ポンプによって、再び原子炉へ供給される。

## 他の形式の原子炉
圧力容器の形状がカプセル状になっていない原子炉には、かつて東海発電所のガス冷却炉（球型）があった。

## 圧力管型原子炉
圧力管型原子炉は、炉心を大きな容器に一括して納めるのではなく、個々の燃料集合体を圧力管（燃料チャンネル）と呼ばれるパイプ内に設置し、この圧力管を多数集合させて炉心とする形式の原子炉である。個々の圧力管がそれぞれ圧力容器に相当する。この形式の利点は圧力管の本数を増やすだけで原子炉を大型化できること、及び原子炉運転中に燃料交換が行えることで、圧力容器型原子炉では原子炉を止めて上蓋を開けない限り燃料交換はできないが、圧力管型なら燃料を交換する圧力管への冷却材供給を止めれば交換可能となる。原子炉全体を止める必要が無いため稼動率（設備利用率）が向上する。一方で、多数の圧力管の製作、保守にかかるコストは高く、圧力容器型に比べた場合の欠点となっている。
この型の原子炉としては、冷却材の流れが水平方向のCANDU炉（重水減速重水冷却加圧水型原子炉）、圧力管がカランドリアタンク（重水を納めたレンコン状のタンク）を上下に貫通する新型転換炉（ふげん）（重水減速軽水冷却沸騰水型原子炉）、ロシア型黒鉛炉（黒鉛減速軽水冷却沸騰水炉）(RBMK-1000) などがある。

## 中性子照射の影響
潜在リスクとしては中性子照射による圧力容器の脆化問題が指摘されている。原子炉を運転することで圧力容器に中性子の照射が続くと容器は徐々に脆くなり、脆性遷移温度（その温度以上では脆くないが、以下だと脆くなる温度）が上昇していく。この現象の問題点は冷却材喪失事故時などに緊急炉心冷却装置を作動させ容器内の圧力が高いまま大量の冷却水を注入した際に、容器に大きな熱衝撃がかかるため小さなクラックから一気に割れが生じる危険性があるというものである。そのため各圧力容器には容器材料と同じ材質の試験片が配置されており、定期的に取り出してその状態をチェックし、資源エネルギー庁に報告している。しかし舘野によれば、初期の圧力容器の温度上昇が著しいことをデータを交えて紹介している。初期の圧力容器では当時の未成熟な製造技術のため銅などの不純物が比較的多く含まれており、製造技術の改善が原子力開発と並行して進められた。なお、影響としては容器の肉厚が厚く、燃料集合体との距離が小さく、使用圧力の高いPWRにおいて、よりその影響が顕著であるという。
古平恒夫は『原子力工業』にて製造年代による不純物含有量の変遷を提示し1967年製造の圧力容器で平均0.2%あった銅の含有量が1973年には0.03～0.04%に低下しているという。アメリカでは、1974年に銅の含有率を0.1%以下とする規制が導入されている。
VVER用の圧力容器では銅の他リンの含有量も多く、この脆化を回避するため圧力容器内に電気ヒータを入れて再焼鈍を実施しているが、桜井淳は『原発のどこが危険か』（初版1995年）にて西側では実施されていないことを指摘しつつ、下記の問題を挙げている。
- 材料組成や焼鈍条件が公開されていない[8]
- 遷移温度の設計値が当初明らかになっておらず、質問により80度と判明、実機では190度にもなってから焼鈍を実施している[9]
- 脆化を回避するためには設計時に高速中性子を減少させる工夫が必要だが、遷移のはやさから考えて旧西側諸国の圧力容器より設計上の工夫が劣っている可能性があり[10]、1992年にモスクワの本屋で原子力関係の専門書17冊を購入して調べた結果、1MeV以上の高速中性子がWH社の100万kW級PWRに比較し、VVER440型用の容器で111倍、VVER1000型用の容器で10倍以上あるとしている[11]。
- 焼鈍未実施の圧力容器がある[12]

桜井は、これらを根拠に同型炉の危険性を指摘し、焼鈍に代わる安全策として西側諸国の外交圧力で運転を中止させることや外側の燃料集合体の一部をステンレスに置き換えた特殊な燃料集合体を使用することで、高速中性子を減少させることなどを提案している。